# 吉妮
吉妮（英語：Genie，1957年4月18日—）是一位美国野孩子的化名。心理学家、语言学家等各领域的科学家都对这一案例表现了极大的兴趣，认为她的经历可以帮助揭示语言的发展及语言学习关键期。吉妮的故事还经常用来与电影《野孩子》（L'Enfant sauvage）中所讲述的阿韦龙野孩（Victor of Aveyron）的故事进行比较。
吉妮生於美國亞凱迪亞。吉妮的父親認為其智能不足，在出生20個月後至13岁之前吉妮都被父亲关在卧室并绑在坐便椅上，或關於兒童廁所中，只被餵食流質食物。吉妮常遭其父殴打，並禁止其發出任何聲音，也禁止家中其他成員(吉妮的母親、一位哥哥)與吉妮交談。吉妮完全与外界隔绝，各方面缺乏刺激，導致成長遲緩。她遭受的社会孤立是历史上被记载的最为严重的几个案例之一。1970年11月4日，她被洛杉矶当局发现，当时她没有基本的语言能力、許多行為顯示非社會化人的特點。吉妮也無法吞嚥固體食物，走路時手蜷於胸前如同兔子。
當局最初安排了吉妮進入洛杉矶儿童医院（Children's Hospital Los Angeles），由醫生和心理學家組成的團隊管理朝進行照護數月。而後，吉妮的未來生活安置由於其之特殊性而爭議不平。其中歷經研究團隊研究人員家、生母家、養父母家、政府養護機構。而由於缺乏穩定支持的網絡，吉妮的語言與社會交流能力無法穩定成長，甚至退步。
1971年6月下旬，吉妮出院後居住於其照護團隊的老師家中。一個半月後，吉妮被安置至研究小組其一研究人員家中住了近四年，直至研究計畫資金中斷。1975年年中，18歲的吉妮回到母親身邊。幾個月後，吉妮母親提出無能繼續照顧，當局隨後將安置至養父母家庭。然而吉妮在養父母家庭中遭受虐待，原先研究團隊中負責追蹤吉妮生活的研究人員蘇珊·柯蒂斯發現吉妮各方面退步，因此開始向當局提出將吉妮安置他處。1977年4月下旬，吉妮被安置至另一個寄養家庭至1977年12月中旬。從1978年1月後，吉妮在數個不同的寄養家庭和機構待過。而其中一些寄養家庭曾對吉妮身體虐待和騷擾。1994年，拉斯·赖默（Russ Rymer）出版了一本关于吉妮的书，並在紐約客雜誌有相關文章。到2008年时，吉妮仍处于监护状态，在一家为心智未成熟者服务的私人机构居住，机构的地址与她的真实姓名则被保密。截至2016年7月，吉妮所在仍未人所知，但據信她生活在加利福尼亞州一官方安養機構中。
1978年1月，吉妮的母親拒絕讓吉妮繼續參與任何研究，中止所有的科學觀察和測試，從那時起，對吉妮的情況與下落便知之甚少。吉妮母親拒絕繼續任何研究的起因來自於研究團隊中與吉妮相當親近的蘇珊·柯蒂斯所發表的論文。1976年柯蒂斯完成並提交了她的論文，題為精靈：現代的“野孩子”的心理語言學學術研究。在此之前，吉尼的母親一直將柯蒂斯視作朋友。而在柯蒂斯的研究出版後，在1978年初，吉妮的母親發表文章表示她對柯蒂斯論文的標題和部分內容感到非常生氣，並決定起訴兒童醫院、吉妮的治療師及上司、數位研究人員。